# Breakcore
Il breakcore è un genere musicale nato nella metà degli anni novanta, dalla combinazione di drum and bass (stile dark) e hardcore techno con il Noise nelle forme più rumorose e caotiche e EBM, con qualche relativo richiamo all'IDM e alla Glitch. Il suono che ne nasce è del tutto ruvido, claustrofobico e con ritmiche apparentemente impazzite di breakbeat e hardcore che lo rendono rapido, tagliente e violento. Il suo utilizzo è limitato a qualche club nel nord Europa. I maggiori esponenti sono Venetian Snares e in parte Squarepusher.

## Caratteristiche
La breakcore è difficile da contestualizzare accuratamente, musicisti come Electric Kettle, Drop the Lime e Christoph Fringeli hanno discusso sul fatto che la breakcore sia un termine che accomuna vari tipi di musica elettronica relazionati tra loro più dall'aspetto estetico che da quello propriamente del suono. Nella musica breakcore sembra esserci un comune elemento di aggressione e caos, canzoni con strutture non convenzionali e rapidi cambi di ritmi. Forse la caratteristica saliente del breakcore è il lavoro della batteria che molto spesso è basato sulla manipolazione dell'Amen break e altri ritmi jungle e hip-hop ad alti BPM. Le tecniche applicate differiscono a seconda del musicista, alcuni preferiscono tagliare e riarrangiare le pause, altri soltanto distorcerle e unirle o applicare vari effetti come ritardi o cori per alterarne i timbri. I suoni distorti della batteria elettronica Roland TR-909 sono comuni, e questo ha portato la breakcore ad essere definita simpaticamente come un'unione di "calci gaber e Amen break".
Melodicamente non c'è niente che possa definire la Breakcore. Classiche sonorità rave come acid bass line, Hoovers e Reese bass sono comuni ma la Breakcore è conosciuta per campionare musica da tutti i diversi spettri per adattare ritmi di natura rapida e frenetica. Intorno al nuovo secolo molti musicisti breakcore hanno cominciato ad impiegare tradizionali tecniche di sintesi su basi di batteria per comporre armonie e melodie più elaborate. C'è stato un aumento del numero di musicisti come Drumcorps, Igorrr, Hecate, Passenger of Shit, Benn Jordan e Venetian Snares che hanno cominciato ad usare registrazioni live nella loro musica, ma ancora sono una minoranza.

## Influenze e sviluppo

### Ambush Records
A Londra, DJ Scud fondò la Ambush Records con il produttore Aphasic focalizzandosi su una drum and bass più orientata verso l'Hardcore. Tra gli artisti che hanno pubblicato con la Ambuh si ricordano Christoph Fringeli, Slepcy, The Panacea, e Noize Creator. Le tracce come Total Destruction, prodotta da Scud e Nomex, aiutarono a creare le basi per il suono di tipo breakcore, un mix ad alto bpm di rumori, suoni post-jungle accelerati e elementi giamaicani campionati su basi che prendono spunto da molti stili preesistenti (hip hop, rock, industrial, pop, e altri).

### Bloody Fist Records
Nello stesso periodo, la Bloody Fist Records, con sede a Newcastle, Australia pubblico molte tracce di genere hardcore/gabber, industrial, e noise. Il fondatore dell'etichetta discografica Mark Newlands disse, nel 1997, "Penso che il disagio venga anche da una reazione alla cultura popolare dominante che si inserisce costantemente nelle nostre gole, che è introdotta forzatamente nelle persone tramite la televisione, la radio, i mass media etc. Penso che questo porti benzina sul fuoco e mantenga a livelli alti il disagio e l'aggressività del mondo." Tra i vari artisti iscritti alla Bloody Fist nella loro carriera vi sono Syndicate, Xylocaine, Epsilon e Nasenbluten.

### Digital Hardcore Recordings
Formata nel 1994, la Digital Hardcore Recordings pubblico tracce di artisti come Alec Empire, Patric Catani, Shizuo, Atari Teenage Riot, EC8OR e Bomb20, delineando le tonalità della musica breakcore. il brano di Alec Empire The Destroyer è spesso definito come il primo album di genere breakcore.

## La Breakcore diventa un genere
Nello stesso periodo in cui il genere "hardcore techno" o semplicemente "hardcore" iniziava a diffondersi in Europa, la breakcore iniziò ad avere una forma più concreta in varie parti del mondo. Grazie ad etichette come la Addict, di Milwaukee, USA, la Peace Off di Rennes, Francia, la Sonic Belligeranza di Bologna, Italia, e la Planet Mu, di Londra, il genere acquisì una nuova forma, aggiungendo alcuni elementi di mashup e IDM ai suoni hardcore. Ognuna di queste etichette modificò leggermente le sonorità, adattandola nel proprio contesto geografico-sociale.
Una delle più importanti critiche alla breakcore è riguardo proprio all'esistenza del genere. Proprio per la sua capacità di prendere spunto da diversi generi musicali, non c'è un generale consenso riguardo a cosa sia e cosa non sia breakcore, e addirittura riguardo all'utilità del definire questo genere. La breakcore, inoltre, non ha una specifica località geografica di provenienza, me è piuttosto separata in vari gruppi. Il maggior punto di incontro di musicisti breakcore è probabilmente internet, attraverso vari siti e forum (si ricordano C8 ed Eiterherd).
Secondo Simon Reynolds del The New York Times, la breakcore "nelle tracce di artisti come DJ/Rupture e Teamshadetek, la musica combina linee di basso rullante, beats irrequieti e granulose voci ragga per creare un surrogato di un sound system party giamaicano. In altri musicisti del genere come Knifehandchop, Kid 606 e Soundmurderer, il genere è più aderente alle sonorità dei primi rave, la loro musica evoca il chiassoso fervore dei tempi in cui le folle muovevano le anche su ritmi convulsivi e rumori astratti. È un commovente miraggio di un tempo in cui la musica tecno era fatta da popolari avanguardie più che da una élite formalizzata, come è al giorno d'oggi."
In Europa, il genere breakcore si impose in vari rave e club come il Breakcore Gives Me Wood, in Belgio, Breakcore A Go Go, in Olanda, che era organizzato da FFF e Bong-Ra, Anticartel, a Rennes, la sede della PeaceOff, e più tardi, Wasted, a Berlino.

### Amen break
Anche se la breakcore non è definibile come riorganizzazione e distorsione dell'amen break, questo è sicuramente una chiave per definire il genere. L'amen break nella breakcore è largamente usata a velocità più alte e modificata per produrre effetti stridenti quando distorta e combinata con altri suoni. Questo particolare suono drum-break è in linea con la tendenza di creare una parodia post-moderna dei cliché della drum and bass, soprattutto relativamente a campionature di stile jungle.

### Distribuzione
Poiché il genere è ancora in fase di sviluppo ed è in rapida crescita, la sua diffusione avviene in massima parte via networks peer-to-peer. Anche se il movimento breakcore nasce in alcuni centri urbani, al giorno d'oggi esso non ha uno specifico polo geografico. Pur restando un genere di nicchia, ha subito una crescita molto rapida grazie al boom del web degli anni '90.

## Sviluppi del genere
La breakcore è in continuo cambiamento e mutamento. Molti nuovi artisti breakcore (ad esempio eightiesheadachetape) si focalizzano sulla progressione melodica e di complessi ritmi drum-and-bass, in alcuni casi palesando un'estetica e un'atmosfera molto malinconiche (su tutti Astrophysics), mentre altri artisti preferiscono puntare sui breakbeats distorti dall'hardcore uniti a influenze musicali più dark (come l'heavy metal e l'industrial), come Libido Airbag, The Deathstep Crew, Drumcorps e Realicide. Il prolifico Venetian Snares ha prodotto breakcore unita a elementi di musica classica. Artisti successivi, come Shitmat, Toecutter, Sickboy e DJ Scotch Egg hanno preso altre direzioni, verso la mash-up, l'happy hardcore e il rave pre creare un suono più leggero e allegro. L'ascesa della musica chiptune ha influenzato artisti come Patric Catani, AA.Kurtz, Sabrepulse, Boy Wonder, Tarmvred, e DJ Fhantom. Alcuni musicisti della scena power noise hanno iniziato ad essere influenzati dalla breakcore. Il movimento UK Free Party ha espresso un grande interesse nella produzione e distribuzione dei propri pezzi breakcore, con crews e etichette come Headfuk, Hekate, Bad Sekta, NoFixedAbode, Marionette records, Tinnitus, Ill Industries & Life4Land che hanno aiutato a spingere il movimento e le sonorità in avanti, così come a portare un grande numero di artisti internazionali a partecipare ai loro party.

### Raggacore
Il raggacore è un tipo di breakcore altamente influenzato dal ragga jungle, uno stile che in qualche modo precede il Breakcore, caratterizzato da timbri e tonalità ragga e dancehall. Le sue radici possono essere fatte risalire al produttore jungle Remarc, che è stato uno dei primi produttori a mixare tonalità ragga e dancehall con riarrangiati accenti ritmici caotici e intricati. Sebbene pochi produttori lavorino con questo stile, al suo seguito c'è un ragguardevole numero di fans. Importanti esempi di questo stile sono Bong-Ra, Enduser e FFF.